# Hefajstejon
Hefajstejon – świątynia poświęcona Hefajstosowi i Atenie, patronom rzemiosła, znajdująca się w dzielnicy Keramejkos ponad agorą u stóp Akropolu w Atenach. 

## Historia
Świątynia została zbudowana w porządku doryckim ok. 445 p.n.e. – 425 p.n.e. Przez długi czas świątynię opisywano i znano jako Thesejon lub Tezejon. Bruno Sauer ustalił jej prawdziwych patronów. Pomyłka była spowodowana dekoracją świątyni - jej metopy ozdobione zostały scenami ilustrującymi czyny Heraklesa i Tezeusza.

## Architektura

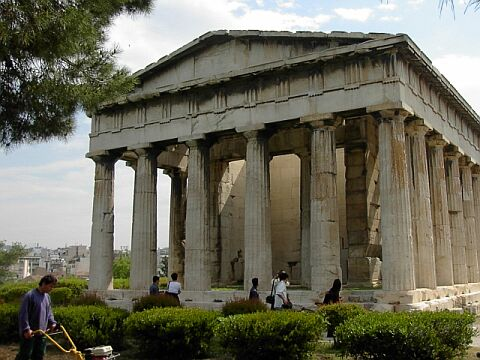
Hefajstejon

Architektonicznie jest to peripteros, heksastylos. Główne pomieszczenie świątyni (cela, naos) otacza kolumnada złożona z 6 kolumn na krótszym, wejściowym boku (heksastylos) i 13 kolumn na dłuższym boku. Kolumny stoją na trójstopniowej krepidomie. Wnętrze celi otacza pojedyncza kolumnada (peripteros), 4 dwukondygnacyjne kolumny od strony przeciwnej wejściu i po 7 wzdłuż. Wejście do głównego pomieszczenia świątynnego znajduje się za przedsionkiem, między antami (zwężenia po bokach z pełnego muru) wystającymi poza kolumnadę celi. Z tyłu świątyni mieści się opistodomos, niewielkie prostokątne pomieszczenie, pełną ścianą odcięte od celi, z wejściem między dwiema kolumnami (między dwiema kolumnami wchodzi się także do przedsionka). 
W czasach starożytnych ściany świątyni zdobił ciągły fryz joński ukazujący walki Lapitów. Wewnątrz celi, w części zachodniej umieszczono posąg Ateny i Hefajstosa wyrzeźbiony przez Alkamenesa.
W V w. n.e. świątynię zaadaptowano na kościół pod wezwaniem św. Jerzego. W czasach tureckich cała dzielnica opustoszała i Turcy chcieli kościół rozebrać dla uzyskania materiałów budowlanych. W 1660 Mehmed IV zabronił tego. Już w 1834 świątynia została zabytkiem narodowym Grecji. 
Jest to jeden z najlepiej zachowanych zabytków starożytnej sztuki greckiej.